# قنطريون قزم
القنطريون القزم واسمه العلمي (باللاتينية: Centaurea pumilio) نوع نباتي ينتمي إلى جنس القنطريون من الفصيلة النجمية.
موطنه الأصلي المشرق العربي.